# Friedrich von Brandenstein
Pour les articles homonymes, voir Brandenstein.
Friedrich August Karl von Brandenstein (né le 26 novembre 1786 à Flatow (arrondissement d'Havelland-de-l'Est (de)) et mort le 11 mars 1857 à Potsdam) est un lieutenant général prussien .

## Biographie

### Origine
Ses parents sont Wilhelm August von Brandenstein (né le 2 juillet 1738 et mort le 12 février 1815) et son épouse Johanna Luise Sophie Henriette, née von Hake (de) (née le 20 août 1761 et morte le 6 juillet 1831). Son père est un lieutenant-colonel prussien, plus récemment dans le 34e régiment d'infanterie du prince August Ferdinand de Prusse. Sa mère est une sœur du général d'infanterie Karl Georg Albrecht Ernst von Hake. Son frère Karl August (1792-1863) est également lieutenant général prussien.

### Carrière militaire
Brandenstein rejoint le roi Frédéric-Guillaume III en 1799 en tant que page. De 1802 à 1806, il étudie à l'université et rejoint le 30e régiment d'infanterie « von Borcke (de) » de l'armée prussienne comme sous-lieutenant le 12 avril 1806. Pendant la guerre de la Quatrième Coalition, Brandenstein participe à la défense de Colberg et aux batailles sur le Münde, sur la haute montagne et aux assauts sur le Wolfsberg. Le 1er avril 1807, il rejoint le bataillon de grenadiers « Waldenfels » et reçoit l'ordre Pour le Mérite le 31 juillet 1807.
Le 20 août 1808, il est transféré au 8e régiment de grenadiers du Corps. Ici, Brandenstein est promu premier lieutenant le 15 mars 1812 et un jour plus tard, il est transféré à l'état-major. Au cours de la campagne de Russie en 1812, il combat à Baust, Eckau, Olai et Ruhenthal. Le 27 avril 1813, il est promu capitaine d'état-major. Pendant les guerres napoléoninnes, Brandenstein participe aux batailles de Lützen, Bautzen, Dresde, Kulm, Leipzig, Bar-sur-Aube, La Rothière, Fère-Champenoise, Ligny et Waterloo. Il participe également aux batailles de Haynau, Teplitz, Gießhübel, Kösen, Hochheim, Etoges et Bondis ainsi qu'aux sièges de Hüningen, Neubreisach et Schlettstadt. Pendant ce temps, il est commandé dans le corps autrichien du prince Schwarzenberg le 6 janvier 1814, promu capitaine le 15 septembre 1814 et décoré de la croix de chevalier de l'ordre de Léopold le 5 octobre 1814. Il a déjà reçu la croix de fer 2e classepour Bautzen. Classe et la 1re classe pour La-Fère-Champenoise.
Le 9 février 1815, Brandenstein devient major à l'état-major du 3e corps d'armée. À ce poste, il reçoit les feuilles de chêne pour l'ordre Pour le Mérite le 2 octobre 1815. Le 2 janvier 1816, il est transféré à l'état-major. S'ensuit un poste de chef d'état-major du 4e corps d'armée à partir du 3 mai 1821. Le 30 mars 1824, Brandenstein devient lieutenant-colonel et le 8 juillet 1824, il est nommé chef d'état-major général du 8e corps d'armée. Le 24 janvier 1826, il est accepté dans l'Ordre de Saint-Jean et promu colonel le 30 mars 1829 avec un brevet daté du 15 avril 1829. Le 30 mars 1835, Brandenstein est nommé commandant de la 5e brigade de Landwehr et reçoit l'autorisation de continuer à porter l'uniforme de l'état-major le 14 avril 1835. Le 30 mars 1836, il est promu général de division et le 30 mars 1838, il est nommé commandant du 6e brigade d'infanterie. L'empereur Nicolas Ier décerne à Brandenstein l'Ordre russe de Saint-Stanislas, de 1re classe, le 5 octobre 1838. Du 27 avril 1842 au 25 octobre 1843, il commande la 4e division d'infanrerie puis reprend la 9e division d'infanterie. Dans le même temps, Brandenstein sert également comme premier commandant de Glogau. À ce poste, il est promu major général le 30 mars 1844. À l'occasion de la fête de l'ordre, Brandenstein reçoit l'Étoile de l'Ordre de l'Aigle rouge de 2e classe le 18 janvier 1845 avec feuilles de chêne. Le 5 décembre 1848, il fait ses adieux avec la pension légale. Après son départ, Brandenstein devient le 4 août 1855 senior de la Croix de fer de 2e classe avec une solde honorifique annuelle de 50 thalers. Le 13 janvier 1857, il reçoit la couronne de l'ordre Pour le Mérite. Il meurt peu après, le 11 mars 1857, à Potsdam.

### Famille
Le 2 janvier 1818 à Hohen-Lübbichow, Brandenstein se marie avec Julie von Zychlinski (née le 18 mai 1798 et morte le 9 février 1871), fille de Karl Boguslav von Zychlinski (1744-1800) et de Dorothee Elisabeth Henriette von der Marwitz (de) (1767-1829). Le couple a plusieurs enfants :
- Karl August Wilhelm Ehrenfried (de) (né le 22 août 1819 et mort le 9 août 1894), député de la chambre des seigneurs de Prusse, président de la cour d'appel marié en 1848 avec Thekla von Stößer (née le 10 juillet 1821 et morte le 9 février 1871), fille de lieutenant-général Eduard von Stoesser (de)
- Rudolf Wilhelm Ferdinand (né le 9 janvier 1822 et mort le 14 avril 1862), major du corps de la Garde marié en 1852 avec Hedwig von Metsch (née le 1er février 1823 et morte le 10 novembre 1895)
- Lothar Maximilien (né le 23 novembre 1823 et mort le 29 août 1870), colonel et commandant du 36e régiment de fusiliers, décède à l'hôpital de Verneville des suites de ses blessures lors de la bataille de Saint-Privat marié avec Anna Heydebrand und der Lassa (de) (née le 3 septembre 1840 et morte le 18 octobre 1919). Après sa mort, elle épouse Friedrich Heinrich Alfred Eugen von Sehr-Thoß (mort le 6 février 1904) en 1873.
- Moritz Friedrich Ludwig Arnold (né le 22 juin 1828 et mort le 31 décembre 1885)